# Mistrzostwa Polski Juniorów w Lekkoatletyce 2011
65. Mistrzostwa Polski Juniorów w Lekkoatletyce 2011 – zawody lekkoatletyczne dla sportowców do lat 19, które odbywały się w Toruniu, na Stadionie Miejskim im. Grzegorza Duneckiego od 24 do 26 czerwca 2011.
Zawody poprzedzały start kadry narodowej juniorów w mistrzostwach Europy, które odbyły się w Talinnie.

## Rezultaty

### Mężczyźni
| Konkurencja:                  | 1. miejsce                                      | Rezultat  | 2. miejsce                                  | Rezultat      | 3. miejsce                                   | Rezultat      |
| Bieg na 100 m                 | Kamil Supiński Podlasie Białystok               | 10.67     | Kamil Bijowski Podlasie Białystok           | 10.72         | Karol Zalewski AZS UWM Olsztyn               | 10.72         |
| Bieg na 200 m                 | Karol Zalewski AZS UWM Olsztyn                  | 20.92     | Tomasz Kluczyński Zawisza Bydgoszcz         | 21.06         | Adrian Silwanowicz MKS Osa Zgorzelec         | 21.29         |
| Bieg na 400 m                 | Maciej Nastkiewicz Skla Sopot                   | 48.34     | Ziemowit Dutkiewicz OŚ AZS Poznań           | 48.67         | Mateusz Maury LKS Orkan Ostrzeszów           | 48.71         |
| Bieg na 800 m                 | Kamil Gołkowski Pogoń Ruda Śląska               | 1:51.81   | Michał Knapik ZKS Unia Tarnów               | 1:52.23       | Marcin Kowalski MUKL Brodnica                | 1:52.34       |
| Bieg na 1500 m                | Bartosz Kowalczyk PLKS Gwda Piła                | 3:51.05   | Łukasz Gurtkiewicz Płomień Sosnowiec        | 3:53.73       | Dawid Bilewicz MLKS Sokół Lublin             | 3:56.07       |
| Bieg na 3000 m                | Bartosz Kowalczyk PLKS Gwda Piła                | 8:07.12   | Szymon Kulka ULKS Lipinki                   | 8:08.81       | Mateusz Maik OŚ AZS Poznań                   | 8:21.73       |
| Bieg na 5000 m                | Szymon Kulka ULKS Lipinki                       | 14:36.54  | Mateusz Maik OŚ AZS Poznań                  | 14:47.41      | Tomasz Grycko UKS Bliza Władysławowo         | 14:48.58      |
| Bieg na 110 m przez płotki    | Filip Drozdowski MKL Toruń                      | 13.61     | Konrad Donczew WKS Śląsk Wrocław            | 13.93         | Kacper Kornelli UKS Starówka Radom           | 14.02         |
| Bieg na 400 m przez płotki    | Ziemowit Dutkiewicz OŚ AZS Poznań               | 52.55     | Łukasz Rutkowski Chojniczanka 1930 Chojnice | 53.05         | Mateusz Zychowski UKS Kusy Warszawa          | 53.64         |
| Bieg na 3000 m z przeszkodami | Zbigniew Kaszewski Talex Borzytuchom            | 9:08.52   | Wojciech Czernek MOSM Tychy                 | 9:15.85       | Dawid Konieczek Nadodrze Powodowo            | 9:17.22       |
| Chód 10 000 m                 | Jakub Kuszneruk Żak Biała Podlaska              | 44:49.18  | Jakub Herba Dębica Korzeniowski.pl          | 44:58.39      | Wiktor Szabo Polonia Wars                    | 46:24.26      |
| Sztafeta 4 x 100 m            | KS Podlasie Białystok                           | 40.94 NJR | MMKS Gdańsk                                 | 42.48         | TS Olimpia Poznań                            | 42.80         |
| Sztafeta 4 x 400 m            | TS Olimpia Poznań                               | 3:18.19   | KS Podlasie Białystok                       | 3:18.93       | UKS Kusy Warszawa                            | 3:18.97       |
| Skok wzwyż                    | Maciej Kiendzierski MKLA Łęczyca                | 2,15      | Mariusz Baszczyński UKS Orkan Środa Wlkp.   | 2,08 ex aequo | Przemysław Luty CWKS Resovia Rzeszów         | 2,08 ex aequo |
| Skok o tyczce                 | Rafał Torkowski SKLA Sopot                      | 5,00      | Piotr Lisek TS Olimpia Poznań               | 5,00          | Kamil Żewłakow UKS Kusy Warszawa             | 4,60          |
| Skok w dal                    | Tomasz Jaszczuk MKS Pogoń Siedlce               | 7,74      | Damian Otto BKS Bydgoszcz                   | 7,30          | Łukasz Wróbel BKS Bydgoszcz                  | 7,19          |
| Trójskok                      | Adrian Józefowicz MKS Durasan Płońsk            | 15,38     | Bartosz Bonecki AZS-PWSZ Gorzów             | 15,06         | Damian Otto BKS Bydgoszcz                    | 14,91         |
| Pchnięcie kulą                | Krzysztof Brzozowski MKS-MOS Płomień Sosnowiec  | 20,61     | Paweł Regin PKS Gwardia Szczytno            | 19,70         | Dominik Witczak RLTL ZTE Radom               | 19,02         |
| Rzut dyskiem                  | Wojciech Praczyk ULKS Uczniak Szprotawa         | 62,26 NJR | Damian Kamiński MKS Pułtusk                 | 55,87         | Bartłomiej Piazdecki PKS Gwardia Szczytno    | 52,14         |
| Rzut młotem                   | Sebastian Dobkowski LŁKS Prefbet Śniadowo Łomża | 65,43     | Arkadiusz Rogowski AZS-AWF Warszawa         | 64,01         | Mateusz Piotrowski MKS-MOS Płomień Sosnowiec | 62,42         |
| Rzut oszczepem                | Marcin Krukowski KS Warszawianka W-wa           | 75,23     | Norbert Piwoński KMKL Sztorm Kołobrzeg      | 66,77         | Mateusz Wielichowski AZS-AWFiS Gdańsk        | 63,97         |

### Kobiety
| Konkurencja:                  | 1. miejsce                                      | Rezultat | 2. miejsce                                        | Rezultat | 3. miejsce                                      | Rezultat |
| Bieg na 100 m                 | Angelika Stępień TL Pogoń Ruda Śląska           | 11,78    | Zuzanna Kalinowska MKL Toruń                      | 11,95    | Katarzyna Sokólska UKS 19 Bojary Białystok      | 12,06    |
| Bieg na 200 m                 | Angelika Stępień TL Pogoń Ruda Śląska           | 23,96    | Magdalena Gorzkowska MKS-MOSM Bytom               | 24,50    | Magda Tur AZS UMCS Lublin                       | 24,54    |
| Bieg na 400 m                 | Magdalena Gorzkowska MKS-MOSM Bytom             | 54,23    | Małgorzata Hołub KL Bałtyk Koszalin               | 54,59    | Justyna Święty MKS-SMS Victoria Racibórz        | 55,51    |
| Bieg na 800 m                 | Monika Hałasa UKS przy SP NR 14 w Zabrzu        | 2:08.82  | Natalia Kahs UKS I LO Viking Rumia                | 2:09.09  | Aleksandra Chałubek MLKS Sparta Złotów          | 2:09.15  |
| Bieg na 1500 m                | Angelika Stefańska OŚ AZS Poznań                | 4:32.15  | Monika Hałasa UKS przy SP NR 14 w Zabrzu          | 4:33.57  | Sara Marmon UKS Budowlani Nowy Sącz             | 4:34.68  |
| Bieg na 3000 m                | Ewelina Lubiejewska LŁKS Prefbet Śniadowo Łomża | 9:41.86  | Paulina Furmańska LKS Lubusz Słubice              | 9:43.38  | Angelika Stefańska OŚ AZS Poznań                | 9:47.59  |
| Bieg na 5000 m                | Paulina Furmańska LKS Lubusz Słubice            | 17:34.41 | Katarzyna Dulak UKS Budowlani Nowy Sącz           | 17:37.41 | Ewelina Lubiejewska LŁKS Prefbet Śniadowo Łomża | 17:39.93 |
| Bieg na 100 m przez płotki    | Malwina Gawryszczak SKS Start Łódź              | 14,20    | Martyna Mąkosa RLTL ZTE Radom                     | 14,26    | Paulina Zdrojewska MKL Toruń                    | 14,38    |
| Bieg na 400 m przez płotki    | Joanna Banach UKS Kusy Warszawa                 | 59,27    | Agnieszka Karczmarczyk MMKS Gdańsk                | 59,49    | Paulina Mamrot BKL Bełchatów                    | 60,46    |
| Bieg na 2000 m z przeszkodami | Justyna Jendro LUKS Podium Kup                  | 6:48.97  | Martyna Warda KS AZS UWM Olsztyn                  | 6:53.38  | Anna Lempart MKS-MOSM Bytom                     | 6:59.16  |
| Chód na 10000 m               | Natalia Płomińska UKS 12 Kalisz                 | 50:09.08 | Beata Heppner CKS Budowlani Częstochowa           | 52:24.20 | Karolina Wierus CKS Budowlani Częstochowa       | 52:53.46 |
| Sztafeta 4 x 100 m            | UKS 19 Bojary Białystok                         | 46,63    | MKL Toruń                                         | 47,96    | MKS MOS Wrocław                                 | 48,37    |
| Sztafeta 4 x 400 m            | MKS MOS Wrocław                                 | 3:50.71  | KS Agros Zamość                                   | 3:51.16  | TL Pogoń Ruda Śląska                            | 3:51.76  |
| Skok wzwyż                    | Gabriela Szkolnicka MKS Osa Zgorzelec           | 1,79     | Karolina Czajkowska UKS Kusy Warszawa             | 1,76     | Agnieszka Bukowczyk WKS Wawel Kraków            | 1,70     |
| Skok o tyczce                 | Agnieszka Kolasa SKLA Sopot                     | 4,00     | Aleksandra Wiśnik SKS Start Łódź                  | 4,00     | Katarzyna Cerbińska ZLKL Zielona Góra           | 3,70     |
| Skok w dal                    | Karolina Markiewicz KS Podlasie Białystok       | 5,74     | Katarzyna Piskorz WLKS Iganie Nowe                | 5,68     | Agnieszka Kozłowska LUKS Hańcza Suwałki         | 5,66     |
| Trójskok                      | Weronika Gaudyn WKS Wawel Kraków                | 12,94    | Małgorzata Zyśk LKS Ostrowianka Ostrów Mazowiecka | 12,65    | Justyna Giełbaga KLUB                           | 12,34    |
| Pchnięcie kulą                | Anna Wloka LUKS Podium Kup                      | 15,75    | Angelika Kalinowska SL WKS Zawisza Bydgoszcz      | 14,96    | Martyna Losa LKS Orkan Wlkp. Poznań             | 14,76    |
| Rzut dyskiem                  | Aleksandra Bok WMLKS Nadodrze Powodowo          | 46,60    | Andżelika Przybylska KKL Rodło Kwidzyn            | 45,81    | Martyna Losa LKS Orkan Wlkp. Poznań             | 44,43    |
| Rzut młotem                   | Agata Jelonkiewicz MKS-MOS Płomień Sosnowiec    | 60,43    | Sandra Malinowska LLKS Pomorze Stargard           | 58,77    | Olga Łaszkowska AZS-AWF Warszawa                | 50,98    |
| Rzut oszczepem                | Karolina Bołdysz KS Polonia Pasłęk              | 51,38    | Żaneta Lenczewska LŁKS Prefbet Śniadowo Łomża     | 48,26    | Marta Kąkol GKS Luzino                          | 47,55    |